# John Debney
 (novembre 2021).
Si vous disposez d'ouvrages ou d'articles de référence ou si vous connaissez des sites web de qualité traitant du thème abordé ici, merci de compléter l'article en donnant les références utiles à sa vérifiabilité et en les liant à la section « Notes et références ».
John Debney est un compositeur américain né le 18 août 1956 à Glendale, Californie (États-Unis).

## Biographie
John C. Debney est né le 18 août 1956 à Glendale en Californie (États-Unis). Il est le fils du producteur des studios Disney, Louis Debney, mais c'est en tant que passionné de rock que le jeune John Debney se lance dans la musique. Il joue dans plusieurs groupes de rock durant ses études universitaires avant d'obtenir un diplôme de Composition musicale au très prestigieux California Institute Of Art en 1979.
Il obtient juste après son premier emploi chez Disney Pictures avant d'être embauché par Mike Post, un compositeur de musiques pour la télévision. John Debney se lance alors vite dans la composition de musiques pour quelques séries télévisuels, notamment Star Trek : The Next Generation ou encore Dink, The Little Dinosaur (Dink le petit dinosaure), pour lequel il obtient un Emmy Award. Au début des années 1990, Debney commence à travailler des thèmes pour quelques films indépendants, il crée aussi des thèmes musicaux pour les parcs d'attraction Disney, notamment pour le Phantom Manor à Disneyland Paris.
John Debney confirme son statut de compositeur lorsqu'il livre la musique du film Hocus Pocus (Hocus Pocus : Les Trois Sorcières) en 1993. Mais après avoir composé une kyrielle de musiques de films plus ou moins anecdotiques pendant des années (Croc-Blanc 2, Spy Kids, Kuzco, l'empereur mégalo (The Emperor's New Groove), Inspecteur Gadget, Bruce tout-puissant, Sin City, Souviens-toi... l'été dernier, Relic), c'est en 2004 que John Debney crève l'écran avec sa musique pour La Passion du Christ (de Mel Gibson). La polémique autour du film profite au compositeur[réf. nécessaire], qui est plébiscité pour son thème subtil et décalé. John Debney est même nommé aux Oscars pour la musique de La Passion du Christ.
En 2009, John Debney reçoit les honneurs du festival international du film de Burbank, avec un Career Achievement Award. Il compose également les bandes son des films Hanna Montana, Valentine's Day (2010), et Iron Man 2 (de Jon Favreau) ainsi que Predators (de Nimrod Antal) en 2010.

### Vie privée
Il est le fils de Louis Debney, animateur, réalisateur et producteur pour les studios Disney.

## Filmographie

### Cinéma

#### Années 1980
- 1987 : Duo de choc (The Wild pair) de Beau Bridges
- 1988 :  Tennessee Buck (The Further Adventures of Tennessee Buck) de David Keith
- 1988 :  Not Since Casanova de Brett Thompson
- 1988 :  Seven Hours to Judgment de Beau Bridges

#### Années 1990
- 1990 : Les Jetson : Le Film (Jetsons: The Movie) de Joseph Barbera et William Hanna
- 1993 : Deux doigts sur la gâchette (Gunmen) de Deran Sarafian
- 1993 :  Hocus Pocus de Kenny Ortega
- 1994 : Croc-Blanc 2 (White Fang 2: Myth of the White Wolf) de Ken Olin
- 1994 :  Les Petits Géants de Duwayne Dunham
- 1995 : L'Invité (Houseguest) de Randall Miller
- 1995 : Mort subite (Sudden Death) de Peter Hyams
- 1995 : L'Île aux pirates (Cutthroat Island) de Renny Harlin
- 1996 : Getting Away with Murder d'Harvey Miller
- 1996 : Une folle équipée de Arthur Hiller
- 1997 : Relic (The Relic) de Peter Hyams
- 1997 : Menteur, menteur (Liar, Liar) de Tom Shadyac
- 1997 : Souviens-toi... l'été dernier (I Know What You Did Last Summer) de Jim Gillespie
- 1998 : Paulie, le perroquet qui parlait trop (Paulie) de John Roberts
- 1998 : Sacré père Noël (I'll Be Home for Christmas) d'Arlene Sanford
- 1999 : Mon Martien bien-aimé (My Favorite Martian) de Donald Petrie
- 1999 : Une fille qui a du chien (Lost & Found) de Jeff Pollack
- 1999 : Komodo de Michael Lantieri (en)
- 1999 : Inspecteur Gadget (Inspector Gadget) de David Kellogg
- 1999 : Dick : Les Coulisses de la présidence (Dick) de Andrew Fleming
- 1999 : Elmo au pays des grincheux (The Adventures of Elmo in Grouchland) de Gary Halvorson
- 1999 : La main derrière la souris - L'histoire d'Ub Iwerks de  Leslie Iwerks
- 1999 : La Fin des temps (End of Days) de Peter Hyams

#### Années 2000
- 2000 : Michael Jordan to the max de Don Kempf et James D. Stern
- 2000 : Stars in love de Eric Styles
- 2000 : Les Remplaçants (The Replacements) de Howard Deutch
- 2000 : Kuzco, l'empereur mégalo (The Emperor's New Groove) de Mark Dindal
- 2001 : Spot (See Spot Run) de John Whitesell
- 2001 : Spy Kids de Robert Rodriguez (cocompositeur avec Danny Elfman)
- 2001 : Beautés empoisonnées (Heartbreakers) de David Mirkin
- 2001 : Comme chiens et chats (Cats & Dogs) de Keenen Ivory Wayans
- 2001 : Princesse malgré elle (The Princess Diaries) de Garry Marshall
- 2001 : Jimmy Neutron, un garçon génial (Jimmy Neutron: Boy Genius) de John A. Davis
- 2002 : Chiens des neiges (Snow Dogs) de Brian Levant
- 2002 : Apparitions (Dragonfly) de Tom Shadyac
- 2002 :  Le Roi Scorpion (The Scorpion King) de Chuck Russell
- 2002 :  Spy Kids 2 : Espions en herbe (Spy Kids 2: Island of Lost Dreams) de Robert Rodriguez
- 2002 :  Le Smoking (The Tuxedo) de Kevin Donovan
- 2002 :  Une nana au poil (The Hot Chick) de Tom Brady
- 2003 : Bruce tout-puissant (Bruce Almighty) de Tom Shadyac
- 2003 : Elfe (Elf) de Jon Favreau
- 2003 : Les Looney Tunes passent à l'action (Looney Tunes: Back in Action) de Joe Dante
- 2004 : Bienvenue à Mooseport (Welcome to Mooseport) de Donald Petrie
- 2004 : La Passion du Christ (The Passion of the Christ) de Mel Gibson
- 2004 : Mon voisin le tueur 2 (The Whole Ten Yards) de Howard Deutch
- 2004 : Fashion Maman (Raising Helen) de Garry Marshall
- 2004 : Un mariage de princesse (The Princess Diaries 2: Royal Engagement) de Garry Marshall
- 2004 : Un Noël de folie ! (Christmas with the Kranks) de Joe Roth
- 2005 : Baby-Sittor (The Pacifier) d'Adam Shankman
- 2005 :  Sin City de Robert Rodriguez (co-compositeur avec Graeme Revell et Robert Rodriguez)
- 2005 :  Duma de Carroll Ballard
- 2005 :  Les Aventures de Shark Boy et Lava Girl (The Adventures of Sharkboy and Lavagirl in 3-D) de Robert Rodriguez (co-compositeur avec Graeme Revell et Robert Rodriguez)
- 2005 : Zathura : Une aventure spatiale (Zathura: A Space Adventure) de Jon Favreau
- 2005 : Dreamer de John Gatins
- 2005 : Chicken Little de Mark Dindal
- 2005 : Treize à la douzaine 2 (Cheaper by the Dozen 2) d'Adam Shankman
- 2006 : Keeping Up with the Steins de Scott Marshall
- 2006 : Lucas, fourmi malgré lui (The Ant Bully) de John A. Davis
- 2006 : La ferme en folie (Barnyard) de Steve Oedekerk
- 2006 : Idlewild Gangsters Club (Idlewild) de Bryan Barber
- 2006 : Everyone's Hero de Colin Brady (en), Christopher Reeve et Dan St. Pierre (en)
- 2007 : Mère-fille, mode d'emploi (Georgia Rule) de Garry Marshall
- 2007 : Evan tout-puissant (Evan Almighty) de Tom Shadyac
- 2008 : Swing Vote : La Voix du cœur (Swing Vote) de Joshua Michael Stern
- 2008 : Appelez-moi Dave (Meet Dave) de Brian Robbins
- 2008 : La Lapidation de Soraya M. (The Stoning of Soraya M.) de Cyrus Nowrasteh
- 2008 : La Copine de mon meilleur ami (My Best Friend's Girl) d'Howard Deutch
- 2009 : Palace pour chiens (Hotel for Dogs) de Thor Freudenthal
- 2009 : Hannah Montana - Le film (Hannah Montana: The Movie) de Peter Chelsom
- 2009 : Les Zintrus (Aliens in the Attic) de John Schultz
- 2009 : Les deux font la père de Walt Becker

#### Années 2010
- 2010 : Valentine's day de Garry Marshall
- 2010 : Snowmen de Robert Kirbyson
- 2010 : Iron Man 2 (Iron Man 2) de Jon Favreau
- 2010 : Predators (Predators) de Nimród Antal
- 2010 : Yogi l'ours (Yogi Bear) d'Eric Brevig
- 2011 : Sex Friends (No Strings Attached) d'Ivan Reitman
- 2011 : Échange standard (The Change-Up) de David Dobkin
- 2011 : Dream House de Jim Sheridan
- 2011 : Secret Identity de Michael Brandt
- 2011 : Happy New Year de Garry Marshall
- 2012 : Mille mots (A Thousand Words) de Brian Robbins
- 2012 : Les Trois Corniauds (The Three Stooges) de Peter et Bobby Farrelly
- 2012 : Alex Cross de Rob Cohen
- 2013 : Jobs de Joshua Michael Stern
- 2013 : The Call de Brad Anderson
- 2014 : Mis peores amigos: Promedio rojo, el regreso de Nicolás López
- 2014 : Le Pari (Draft Day) d'Ivan Reitman
- 2014 : Blackout total de Steven Brill
- 2014 : Hysteria de Brad Anderson
- 2014 : The Cobbler de Thomas McCarthy
- 2015 : Bob l'éponge, le film : Un héros sort de l'eau (The SpongeBob Movie: Sponge Out of Water) de Paul Tibbitt
- 2015 : Wolves and Dogs: Howls for Full Moon de Cody Cameron
- 2015 : Brothers (Broken Horses) de Vidhu Vinod Chopra
- 2015 : Growing up wild de Warren Coleman, Mark Linfield et Judy Morris
- 2016 : The Young Messiah de Cyrus Nowrasteh
- 2016 : Le Livre de la jungle (The Jungle Book) de Jon Favreau
- 2016 : Joyeuse fête des mères (Mother's Day) de Garry Marshall
- 2016 : L'Âge de glace : Les Lois de l'Univers (Ice Age: Collision Course) de Mike Thurmeier et Galen T. Chu
- 2016 : Tu ne tueras point (Hacksaw Ridge) de Mel Gibson (composition rejetée[2])
- 2016 : League of Gods (Feng shen bang) de Koan Hui
- 2017 : A symphony of hope de Brian Weidling
- 2017 : Un cœur à prendre (Home Again) de Hallie Meyers-Shyer
- 2017 : The Greatest Showman de Michael Gracey
- 2018 : Opération Beyrouth (Beirut)  de Brad Anderson
- 2018 :  Brian Banks de Tom Shadyac
- 2019 : Isn't It Romantic de Todd Strauss-Schulson
- 2019 : The Beach Bum de Harmony Korine
- 2019 : Dora et la Cité perdue (Dora and the Lost City of Gold) de James Bobin
- 2019 : Les Sextuplés de Michael Tiddes
- 2019 : De dødes tjern de Nini Bull Robsahm

#### Années 2020
- 2020 : Come Away de Brenda Chapman
- 2020 : J'y crois encore de Andrew Erwin et Jon Erwin
- 2020 : Jingle Jang : Un Noël enchanté de David E. Talbert
- 2021 : American Underdog de Andrew Erwin et Jon Erwin
- 2021 : Maman, j'ai raté l'avion ! (ça recommence) (Home Sweet Home Alone) de Dan Mazer
- 2021 : Clifford (Clifford The Big Red Dog) de Walt Becker
- 2022 : Marry me de Kat Coiro
- 2022 : Luck de Peggy Holmes
- 2022 : Hocus Pocus 2 d'Anne Fletcher
- 2023 : 80 for Brady de Kyle Marvin
- 2023 : Spy Kids: Armageddon de Robert Rodriguez
- 2023 : Under the boardwalk de David Soren et Chris Kirshbaum
- 2024 : Garfield : Héros malgré lui (The Garfield movie) de Mark Dindal
- 2024 : Horizon : Une saga américaine, chapitre 1 (Horizon: An American Saga – Chapter 1) de Kevin Costner
- 2024 : Space cadet de Liz W. Garcia
- 2024 : Horizon : Une saga américaine, chapitre 2 (Horizon: An American Saga – Chapter 2) de Kevin Costner

### Télévision

#### Séries télévisées
- 1984 : Dragon's Lair
- 1987 : Star Trek : La Nouvelle Génération (Star Trek: The Next Generation)
- 1987 : Jonny Quest
- 1988 : Scooby-Doo : Agence Toutou Risques (A Pup Named Scooby-Doo)
- 1989 : L'Équipée du Poney Express (The Young Riders)
- 1990 : Les Tiny Toons (Tiny Toon Adventures)
- 1993 : SeaQuest, police des mers (SeaQuest DSV)
- 1996 : Les Héros de Cap Canaveral (The Cape)
- 2017 : Young Sheldon
- 2019-2020 : Demon force
- 2017-2022 : The Orville
- 2021-2022 : Les Petits Champions : Game Changers
- 2024 : The Gray House
- 2024 : Pinocchio

#### Téléfilms
- 1982 : Halloween Treat
- 1984 : The All-New Adventures of Disney's Sport Goofy
- 1989 : Trenchcoat in Paradise
- 1990 : The Eyes of the Panther
- 1990 : Le Visage du tueur (The Face of Fear)
- 1991 : Into the Badlands
- 1992 : Still Not Quite Human
- 1992 : Sunstroke
- 1993 : The Halloween Tree (en)
- 1993 : Jonny's Golden Quest
- 1993 : Praying Mantis
- 1993 : Class of'61
- 1993 : For Love and Glory
- 1993 : Hollyrock-a-Bye Baby
- 1995 : L'Honneur de la cavalerie (In Pursuit of Honor)
- 1995 : Kansas
- 1996 : Les Héros de Cap Canaveral (The Cape)
- 1996 : Doctor Who (Doctor Who: The Movie Le Seigneur du Temps)
- 1997 : Justice League of America (en)
- 1999 : La main derrière la souris - L'histoire d'Ub Iwerks (The Hand Behind the Mouse: The Ub Iwerks Story) de Leslie Iwerks (documentaire)
- 2000 : G-Saviour
- 2000 : Running Mates
- 2000 : Michael Jordan to the Max (documentaire)
- 2000 : Les Vraies valeurs (Relative Values)
- 2002 : Hobbs End (vidéo)
- 2004 : Christmas in Tinseltown (vidéo)
- 2004 : Film School for Kids (vidéo)
- 2004 : That's a Wrap (vidéo)
- 2004 : How They Made the North Pole (vidéo)
- 2004 : Lights, Camera, Puffin! (vidéo)
- 2004 : Deck the Halls (vidéo)
- 2004 : Santa Mania (vidéo)
- 2004 : Tag Along with Will Ferrell (vidéo)
- 2004 : Kids on Christmas (vidéo)
- 2006 : Hatching 'Chicken Little' (vidéo)
- 2017 : Linda from HR
- 2018 : Chiefs

### Courts métrages
- 1980 : Deer in the Works de Ron Underwood
- 1984 : Fitness and Me: Why Exercise? de Richard E. Jackson
- 1987 : Fou de foot (Sport Goofy in Soccermania) de Matthew O'Callaghan
- 1995 : Mickey perd la tête (Runaway Brain) de Chris Bailey
- 2003 : Most de Bobby Garabedian
- 2008 : The Seed de Joseph Hahn
- 2016 : Scrat: Spaced Out de  Galen T. Chu et Mike Thurmeier
- 2020 : Chasseurs d'astéroïdes 3D de W.D. Hogan
- 2025 : Phantom Manor: The Bride's Song

## Ludographie
- 2011 : Lair
- 2011 : Les Sims Medieval (The Sims Medieval)
- 2018 : Madden NFL 19 : Longshot Homecoming
- 2018 : Madden NFL 19
- 2022 : Lego Star Wars: The Skywalker Saga

## Divers
. Parcs Disney
- 1990 : Phantom Manor (Réorchestration de la musique pour l'attraction)
- 1990 : It's a Small World (Réorchestration de la musique pour l'attraction)